# Собор Рождества Пресвятой Богородицы (Новосибирск)
Собор Рождества Пресвятой Богородицы — старообрядческий православный храм в Заельцовском районе Новосибирска, кафедральный собор Новосибирской и всея Сибири епархии Русской православной старообрядческой церкви.

## История
Строительство нового храма старообрядческой общины было запланировано ещё в конце 1980-х годов, так как старое церковное здание уже не удовлетворяло нуждам прихода — в большие праздники некоторые пожилые прихожане из-за тесноты и духоты чувствовали ухудшение самочувствия и теряли сознание.
К весне 1989 года архитекторы А. П. и Е. А. Долнаковы выполнили эскизный проект храма. Архитекторы опирались на архитектурну русских храмов, построенных в дониконовскую эпоху. При этом, так как мастерство каменной кладки сводов за многие годы оказалось почти совершенно утрачено, пришлось кирпичный свод заменить железобетонным перекрытием.
23 сентября 1990 года митрополит Московский и всея Руси Алимпий освятил близ улицы Бестужева в Заельцовском районе место под постройку церкви.

### Строительство
Постоянная помощь архитектора А. П. Долнакова, активное участие прихожанина Д. И. Сахарова, председателя церковного совета М. И Борисова, о. Михаила Задворнова позволило начать постройку храма с минимальными финансовыми затратами.
Профессиональная строительная бригада была нанята лишь для сооружения фундаментов. Вся стройка велась опытным строителем О. Ф. Глебкиным. Стены собора возводились прихожанами Романом Бекренёвым и Борисом Кокориным, которые замешивали раствор во дворе деревянного храма по улице Пестеля, после чего перевозили его с помощью саней или на тележке в обычном корыте для белья. Подъёмным механизмом служили лебёдки, а кран нанимали только для поднятия плит и крупноразмерных балок. Работавшие на стройке подсобники также были из числа прихожан: А. Боженков, Ф. А. Устинов, В. Е. Шевяков, Н. А. Гаевский, Д. Горенко, П. Н. Лебедев. Братья Борисовы оградили металлический забором стройплощадку и провели кабель.

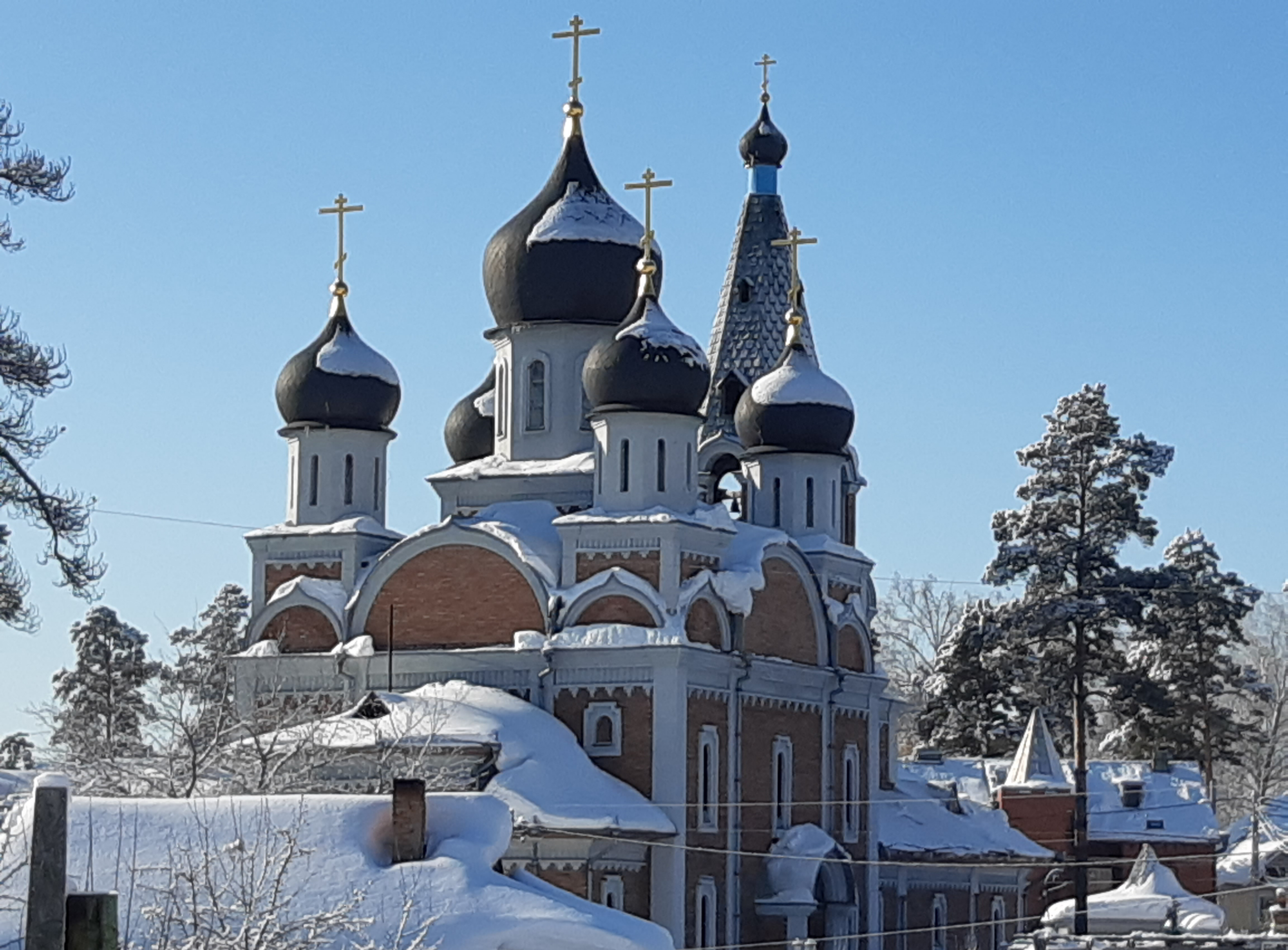

Храм помогали строить томские староверы: А. Волынец и Д. Коробейников. Большую работу проделала штукатур М. И. Носик. Над оконными блоками трудились Бесштанниковы из таёжного поселения Гарь.
В постройке храма принимали участие как пожилые прихожане, убиравшие стройплощадку после службы в воскресные дни, так и молодые, которые складывали поддоны с досками и перекладывали кирпичи.
Во время сооружения церкви приходу зачастую не хватало денежных средств, из-за чего стройка иногда останавливалась на долгое время. Помощь оказывал митрополит Алимпий, старообрядцы других российских приходов собирали на храм пожертвования. Помогали старообрядцы из Аляски и Австралии, а также администрации Новосибирска и Новосибирской области.
Старообрядец из Казани Александр Четвергов (впоследствии митрополит Андриан) создал проект иконостаса и собственноручно его построил, также он написал пять икон, позолотил все кресты храма и, кроме того, 17 сентября 1999 года установил крест центрального купола.

### Освящение храма
19 сентября 1999 года митрополит Алимпий в присутствии большого числа духовенства и мирян, российских и зарубежных старообрядцев торжественно освятил кафедральный собор Рождества Пресвятой Богородицы.